# Alois Kayser
Pour les articles homonymes, voir Kayser.
Alois Kayser ou Aloys Kayser, né le 28 mars 1877 à Lupstein en Alsace (alors dans l'Empire allemand) et mort le 21 octobre 1944 sur l'île de Tarik dans les îles Truk (alors sous mandat japonais), était un missionnaire catholique germanophone et linguiste installé à Nauru.

## Biographie
Alois Kayser est né le  28 mars 1877 à Lupstein, petit village d'Alsace faisant alors partie de l'Empire allemand, depuis le 10 mai 1871 et restitué à la France à l'issue de la Première Guerre mondiale.

### Missions à Nauru
En 1902, Alois Kayser est envoyé comme missionnaire catholique à Nauru, une colonie allemande du Pacifique, par la Société des Missionnaires du Sacré-Cœur, une congrégation française. Il s'installe au village d'Ibwenape dans l'actuel district de Meneng et a alors pour mission d'évangéliser la population, en concurrence avec le missionnaire protestant Philip Delaporte, avec lequel il aura d'âpres controverses, les deux missionnaires étant tous deux devenus des experts de la société nauruane.
Parallèlement à ses activités religieuses, il étudie le nauruan et publie un dictionnaire nauruan/allemand et une grammaire nauruane.
À l'issue de la Première Guerre mondiale, la colonisation allemande de Nauru prend fin, et Alois Kayser en est expulsé, en tant que citoyen allemand. Il parvient néanmoins à revenir dans ce territoire désormais sous juridiction australienne en 1921, de manière individuelle, avec désormais un passeport français. En 1928, il reçoit officiellement, de la part du père australien Thomas J. O’Brien, une mission des Missionnaires du Sacré-Cœur. En 1936, il permet l'installation de sœurs sur l'île.

### Déportation
Kayser et son collègue de nationalité suisse le père Pierre Clivaz sont parmi les quelques Occidentaux à rester sur place après l'évacuation des étrangers effectuée par Le Triomphant en février 1942.
Les Japonais débarquent en août, Kayser et Clivaz sont autorisés à continuer leur travail, mais le 16 août 1943, ils sont déportés ainsi que plusieurs centaines de Nauruans, dans les îles Truk, à des milliers de kilomètres de Nauru. Les deux prêtres sont sévèrement torturés le 28 août 1944 par les Japonais, qui soupçonnent la communauté nauruane de détenir un poste radio. Interrogés et battus en alternance pendant trois heures, ils sont accusés d'être à la tête de conspiration, et de détenir des armes. Ils sont ensuite attachés à des cocotiers et laissés là pendant des heures, sous le soleil, et sans eau.
Ces tortures japonaises porteront un coup fatal à Kayser âgé de 67 ans, et en bonne santé avant son arrestation. Il se plaint par la suite de douleurs abdominales et ne peut plus manger. Deux semaines plus tard, il s'alite et meurt le 21 octobre 1944,. Le père Clivaz donnera par la suite un témoignage complet sur cette affaire aux enquêteurs américains. Deux des officiers japonais, responsables de ce crime de guerre seront condamnés chacun à cinq ans d'emprisonnement.

## Œuvres
- Buch It Dedaro, 1915, Mission Katholik, Nauru
- Nuwawit testament obuä me Nuwawit testament etimeduw, 1915, Biblische Geschichte von Dr. J. Schuster, von Kayser ins Nauruische übersetzt, Westfälische Vereinsdruckerei, Münster
- Die Eingeborenen von Nauru (Südsee). Eine kritische Studie, 1917–1918, Anthropos XII/XII: 313/337
- Spiel und Sport auf Naoero, 1921–1924, Anthropos XIV/XVII: 681/711 und XVIII/XIX: 297/328
- Catechismus Nea Panän Nuwawit Kereri Nea Catholic. E gadauw eow itürin, 1925, William Brooks & Co., Sydney
- Der Pandanus auf Nauru, 1934, Anthropos XXIX: 775/791
- Book It Detaro, 1934, Halstead Printing, Sydney
- Die Fischerei auf Nauru, 1936, Mitteilungen der Anthropologischen Gesellschaft in Wien. LXVI: 92/149
- Nauru Grammar, 1936, durch die deutsche Botschaft in Canberra 1993 neu aufgelegt.  (ISBN 064612854X)